# (4926) Смоктуновский
(4926) Смоктуновский (лат. Smoktunovskij) — типичный астероид главного пояса, открыт 16 сентября 1982 года советским астрономом Людмилой Черных в Крымской астрофизической обсерватории и 26 февраля 1994 года назван в честь советского и российского актёра Иннокентия Смоктуновского.

## Обнаружение и именование
(4926) Смоктуновский
Открыт 16 сентября 1982 года в Научном Л. И. Черных.
Назван в честь выдающегося российского актёра театра и кино Иннокентия Михайловича Смоктуновского (1925— ).
Оригинальный текст (англ.)4926 Smoktunovskij
Discovered 1982-09-16 by Chernykh, L. I. at Nauchnyj.
Named in honor of Innokentij Mikhailovich Smoktunovskij (1925— ), outstanding Russian theater and cinema actor.
Источники: DISCOVERY.DB; M.P.C. 23137.

## Орбита

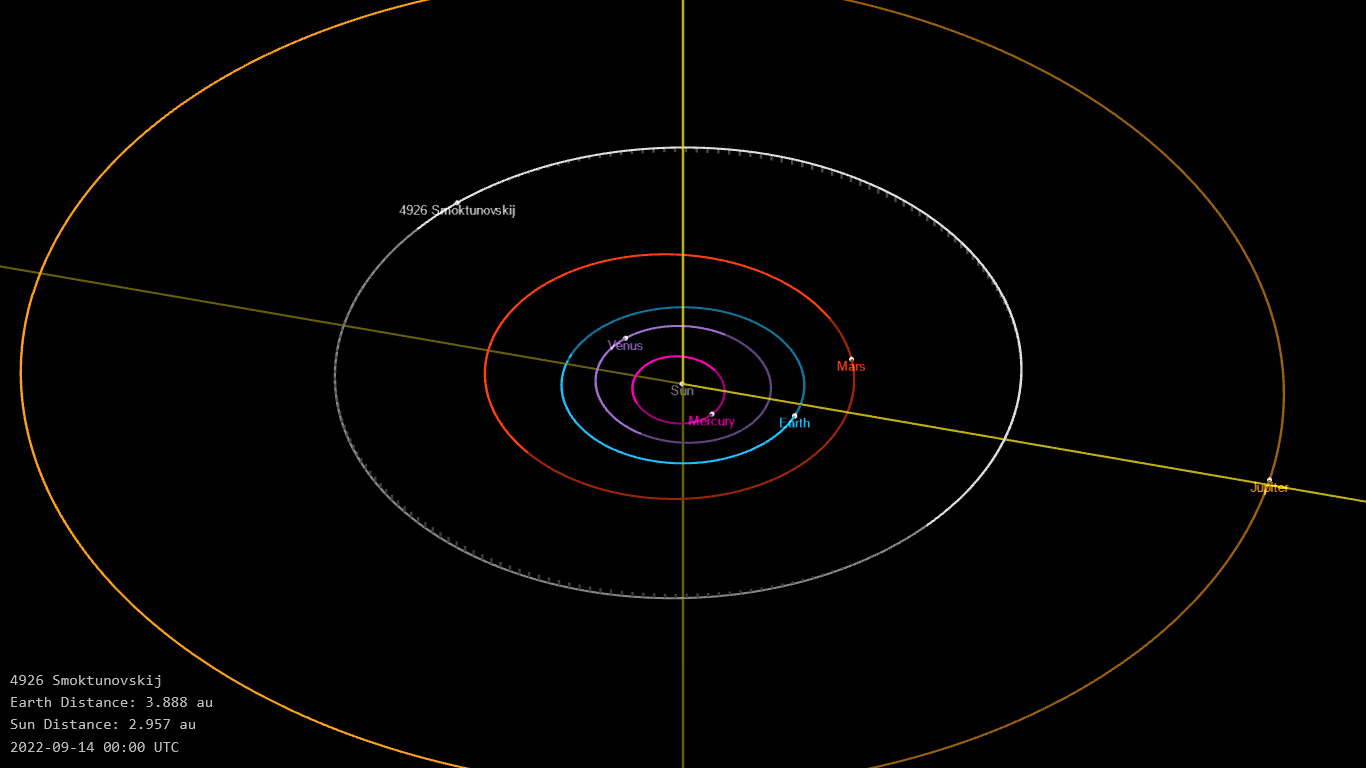
Орбита астероида Смоктуновский и его положение в Солнечной системе

## Физические характеристики
Астероид относится к таксономическому классу S.
По результатам наблюдений в видимом и ближнем инфракрасном диапазоне космического телескопа NEOWISE диаметр астероида оценивался равным 7,134±0,135 км. Согласно тем же источникам альбедо оценивается как 0,2401±0,0328 и 0,240±0,033.